# Édith Piaf
Édith Piaf (n. 19 decembrie 1915, Paris, Franța – d. 10 octombrie 1963, Grasse, Provence-Côte d'Azur-Corse⁠(d), Franța) a fost o actriță, cântăreață și textieră franceză de mare succes, care a consacrat, atât în Franța cât și în întreaga lume, genul „chanson réaliste" (cunoscut cel mai adesea doar ca chanson).
În cultura franceză și europeană a secolului 20, șansonetista franceză, cunoscută și sub numele de alint de Privighetoarea, ocupă un loc unic, exprimând prin vocea și interpretările sale deosebite, angoasa și frământările unei întregi generații de francezi și vest-europeni, martori interbelici ai ascensiunii nazismului, respectiv participanți ulteriori ai reconstrucției post-belice a democrațiilor europene.

## Biografie
Numele său adevărat era Édith Giovanna Gassion. Și-a luat pseudonimul "Piaf" (în argoul parizian = vrabie) cu ocazia debutului, în anul 1935. De origine socială modestă, fiică a cântăreței ambulante Line Marsa, de origine italo-algeriană și a acrobatului de circ Louis Gassion, a avut o copilărie grea, a fost abandonată la naștere, fiind crescută de bunica ei, patroană a unui bordel în Bernay, localitate din Normandia, iar mai târziu, în cartierul Belleville de la periferia Parisului. După sfârșitul primului război mondial, tatăl său este angajat de un circ ambulant și o ia cu el pe Édith, cu care împarte rulota ce-i servea de locuință. Pentru a-și ajuta tatăl, Édith începe să cânte la colțuri de stradă, câștigând astfel câțiva bani.
La vârsta de 17 ani, Édith rămâne însărcinată în urma unei legături cu un anume Louis Dupont. Fiica sa, Marcelle, va muri de meningită în anul 1935. Părăsită de "P'tit Louis", Édith - în vârstă de 20 de ani - decade tot mai mult, frecventează straturile cele mai de jos ale societății pariziene, lumea vagabonzilor, proxeneților, a traficanților de droguri, a prostituției. Continuă să cânte pe străzile Parisului, pentru a-și asigura o existență de mizerie.
Într-o seară a anului 1935, Édith îl cunoaște pe Louis Leplée, proprietarul cabaretului "Le Gerny's" de pe "Champs-Élysées", care o invită să cânte în localul său câteva melodii, printre care și compoziții ale lui Vincent Scotto. Această apariție în public pe scena unui local marchează debutul carierei sale artistice. Lui Leplée i se datorează și denumirea de "môme Piaf", datorită staturii ei scunde. La "Le Gerny's", Édith înregistrează primele sale succese. Maurice Chevalier, în plină glorie, și Jacques Canetti, impresar la radio, sunt subjugați de interpretările lui Édith Piaf. Canetti îi asigură o emisiune la radio și, la sfârșitul anului 1935, îi înregistrează  un disc cu melodia "La foule".

### O carieră furtunoasă
Primul său mare succes datează din ianuarie 1937, când obține un angajament la teatrul "ABC" din Paris cu numele artistic de Édith Piaf, iar impresarul Raymond Asso îi înregistrează discul cu "Mon légionnaire".  Dotată cu o voce capabilă de nuanțe infinite și plină de dramatism, Édith Piaf a anticipat cu un deceniu sensul de rebeliune și neliniște care-i va caracteriza pe artiștii intelectuali de pe "rive gauche", din care vor face parte Juliette Gréco, Boris Vian, Roger Vadim. Jean Cocteau scrie pentru ea piesa de teatru "Le Bel indifférent". Despărțită de Raymond Asso, Édith începe o legătură amoroasă cu Paul Meurisse, un actor de cinema debutant, pe care îl părăsește pentru compozitorul Michel Emer, care compune pentru ea melodiile "L'accordéoniste" și "Le disque usé". În timpul ocupației germane are contacte cu mișcarea de Rezistență și entuziasmează publicul cu melodiile "Le vagabond", "Le chasseur de l'Hôtel", "Les histoires de coeur". Totuși, după eliberare, i se reproșează faptul de a fi concertat la Berlin, la invitația autorităților germane.

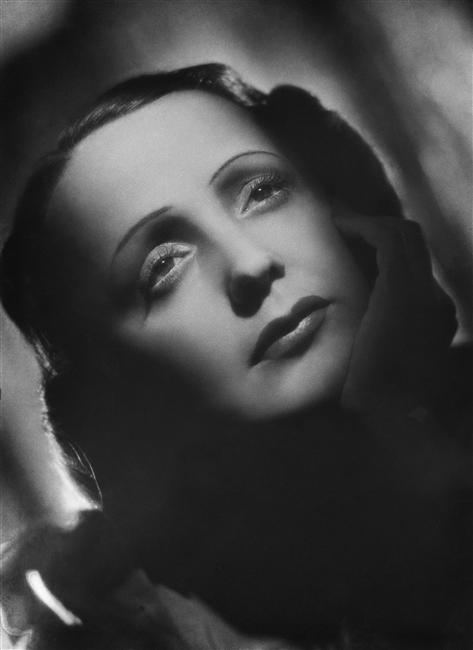
Piaf în 1946

În 1944, o dragoste furtunoasă se dezlănțuie între Édith Piaf și un tânăr cântăreț debutant, Yves Montand (care ulterior va avea propria sa carieră prestigioasă) împreună cu care apare în concerte. În 1946, scrie textul celebrei melodii "Je vois la vie en rose", muzica de Louiguy (Louis Guglielmi), care va face încojurul lumii.
La sfârșitul anului 1947, Édith călătorește pentru prima dată la New York. Aici cunoaște pe actrița Marlene Dietrich și, mai ales, pe boxeurul Marcel Cerdan. Acesta devine amantul său, "le meilleur amant du monde". De la Paris la New York, între un concert al lui Édith Piaf și o luptă pe ring a lui Marcel, dragostea lor câștigă tot mai mult în intensitate. La 27 octombrie 1949, Édith primește știrea accidentului de avion, în care Marcel Cerdan și-a pierdut viața. Pentru ea, într-o stare de profundă depresie, lumea nu mai poate fi la fel ca înainte. Revenită la Paris, scrie - în amintirea acestei iubiri - textul pentru "L'hymne à l'amour" (muzica de Marguerite Monnot).

### Amours et chansons
În anul 1950, se întoarce la New York pentru o serie de concerte. Este însoțită de un actor și cântăreț american de origine ruso-poloneză, stabilit de curând în Franța, Eddie Constantine, noul său amant, și de un secretar particular, Charles Aznavour, viitorul chansonier, cu care se pare că nu a întreținut relații amoroase.
Din nou în Paris, în 1951, Édith Piaf apare în comedia muzicală "La p'tite Lili", alături de Eddie Constantine și Robert Lamoureux. Piesa are un oarecare succes, dar Édith, nerefăcută după moartea lui Marcel Cerdan, devine dependentă de medicamente somnifere și stupefiante. Obține totuși succese artistice cu noi melodii, ca "Jézebel", scrisă de Aznavour, sau "Je t'ai dans la peau", compusă de Gilbert Bécaud pe un text de Jacques Pills. La 29 iulie 1952, Édith se căsătorește cu Jacques Pills, cu care se stabilește într-un apartament pe bulevardul Lannes din Paris, apartament pe care artista îl va păstra până la sfârșitul vieții.
În 1953, urmează o cură de dezintoxicare de morfină. Urmează o serie de turnee în New York, Mexico City, Rio de Janeiro, Paris. Édith Piaf este o stea internațională, dar viața sa privată este o succesiune de eșecuri. În 1956 divorțează de Jacques Pills. Noul său amant este cântărețul de origine greacă Georges Moustaki, pe care îl lansează pe scenele Parisului. În 1958 suferă un grav accident de automobil, în urma căruia rămâne cu dureri, care o vor face din nou dependentă de medicamente analgetice puternice. Împreună cu Moustaki, creează melodia "Milord", unul din marile sale succese.
În 1958 publică lucrarea " Au bal de la chance " la Editura Jeheber din Paris, în care evocă întâmplări din viața sa din perioada 1935 - 1958. Cartea a fost tradusă în limba română, în 1966, sub numele " În vîrtejul norocului " și apare în Editura Muzicală a Uniunii Compozitorilor din R.S. România( traducere din limba franceză Constanta Stănulescu ). Conform acestei lucrări, prima piesă de teatru în care apare este " Le Bel Indifferent" care, conform declarației ei, a fost scrisă special pentru ea, de Jean Cocteau. Piesa " La P'tite Lili" a reprezentat deci a doua ei apariție într-un spectacol de teatru. De asemenea apare și într-un film " Les Amants de demain " în regia lui Marcel Blistene, producător Pierre Brasseur. Conform declarațiilor apărute în cartea amintită mai sus, întâlnirile care au impresionat-o în mod deosebit au fost cele avute cu Charlie Chaplin și Elisabeta a II-a.

### Declinul
La începutul anului 1959, în cursul unui concert triumfal la New York, Édith se prăbușește epuizată pe scenă. Internările în clinici se succed una după alta. În ciuda stării sale de sănătate deplorabile, cucerește din nou Parisul în 1961 într-un concert în sala Olympia, cu noul său chanson, "Non, je ne regrette rien".
Autori de talent se succed pentru a-i scrie și compune noi melodii (Francis Lai, Charles Aznavour, Charles Dumont etc.). Édith se îndrăgostește din nou, de data aceasta de un anume Theophanis Lamboukas, zis Théo Sarapo, mult mai tânăr ca ea, cu care se căsătorește la 9 octombrie 1962. Căsătoria este un mare eșec. Bolnavă, epuizată, drogată, Édith este sfârșită. După o cură de convalescență în apropiere de Grasse, marea cântăreață încetează din viață în ziua de 10 octombrie 1963. Peste o zi, dupa aflarea vestii, moare si scriitorul Jean Cocteau, prietenul și colaboratorul ei. Este înmormântată în cimitirul "Pére Lachaise" din Paris. Timp de două zile o mulțime imensă de admiratori se perindă la mormântul ei, pentru a omagia pe cea care a fost numită "petite fille des rues". Posteritatea i-a iertat viața sa nu tocmai exemplară, pentru a reține doar imensul său talent. Édith Piaf, denumită "la môme Piaf", a intrat în legendă încă din cursul vieții.

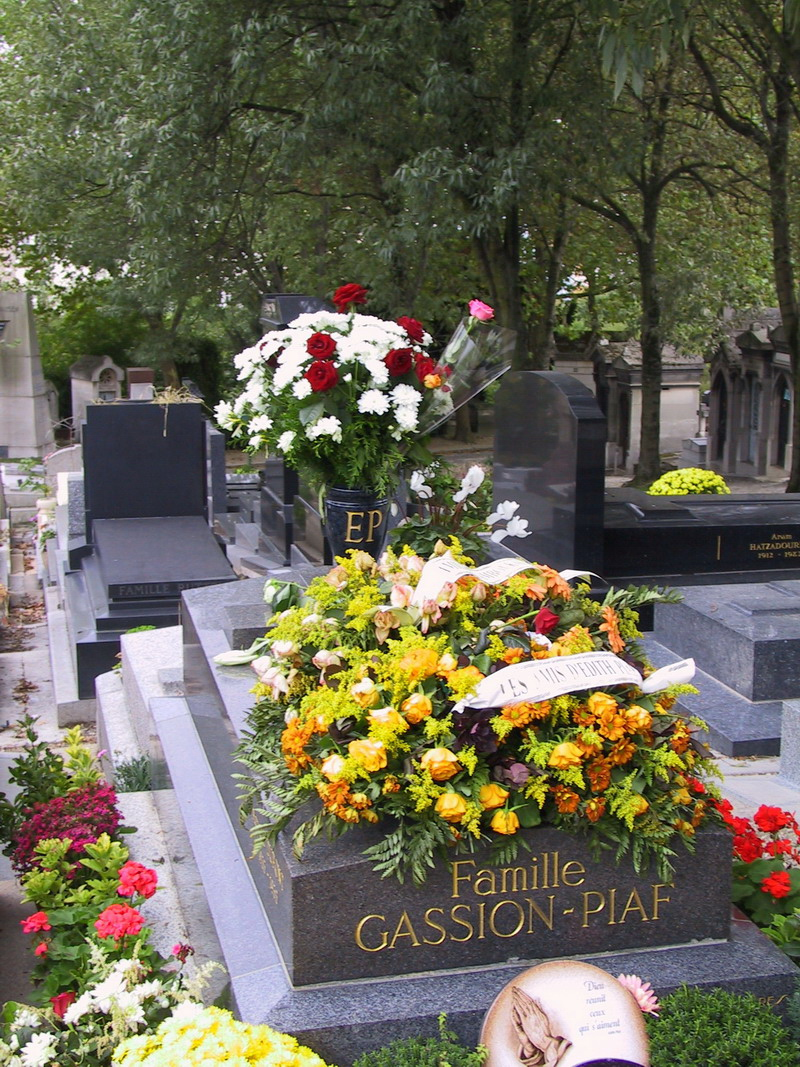
Mormântul lui Édith Piaf în cimitirul Père Lachaise din Paris
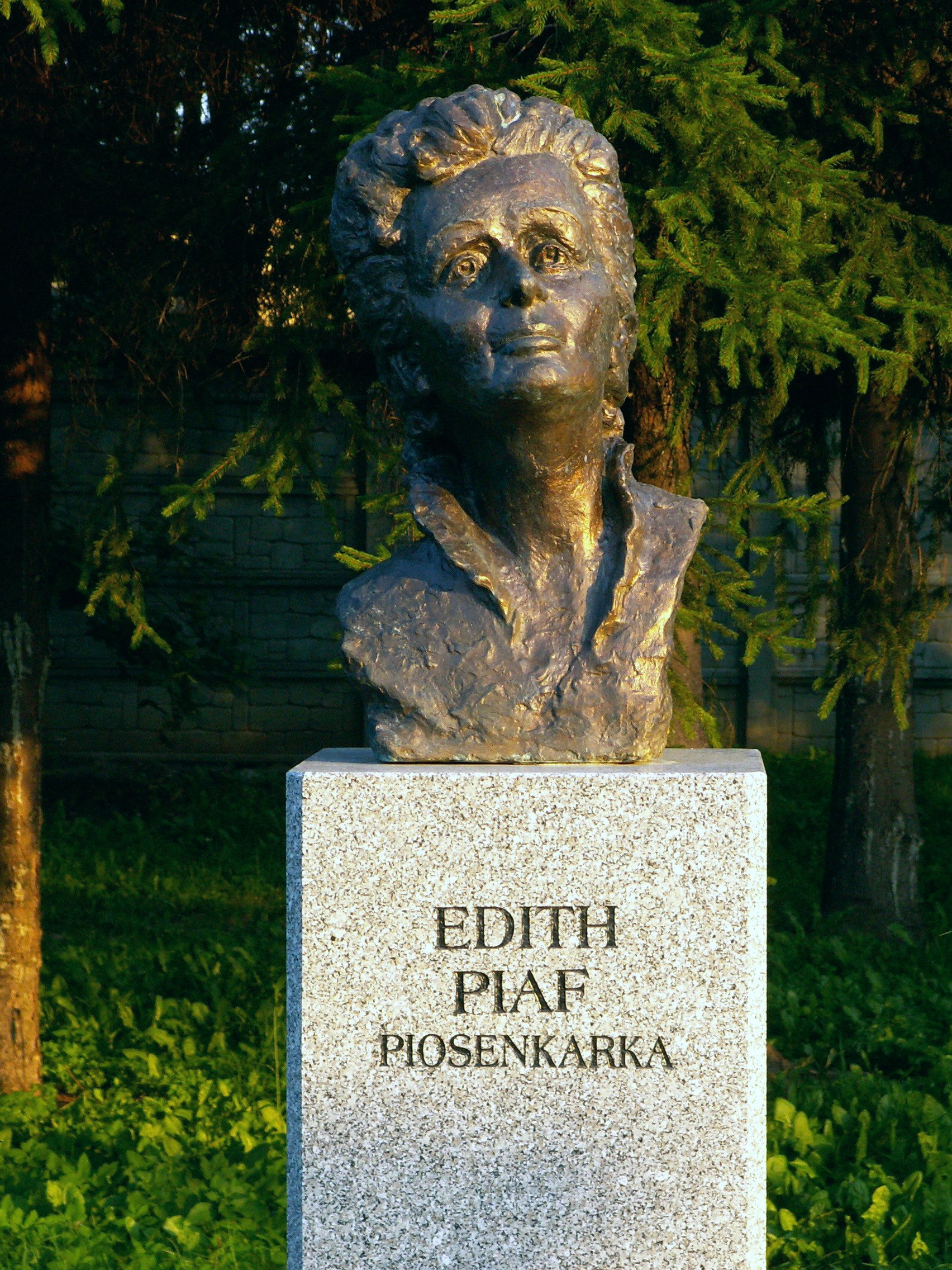
Statuia lui Édith Piaf din Polonia

## Melodii
| 1925 - Comme un Moineau 1933 - Entre Saint-Ouen et Clignancourt 1934 - L'Étranger 1935 - Mon Apéro - La Java de Cézigue - Fais-Moi Valser 1936 - Les Mômes De la Clôche - J'Suis Mordue - Mon Légionnaire - Le Contrebandier - La Fille et le Chien - La Julie Jolie - Va Danser - Chand d'Habits - Reste - Les Hiboux - Quand Même (from the film "La Garçonne") - La Petite Boutique - Y'Avait du Soleil - Il N'Est Pas Distingué - Les Deux Ménétriers - Mon Amant de la Coloniale - C'Est Toi le Plus Fort - Le Fanion de la Légion - J'Entends la Sirène - Ding, Din, Dong - Madeleine Qu'Avait du Cœur - Les Marins Ça Fait des Voyages - Simple Comme Bonjour - Le Mauvais Matelot - Celui Qui Ne Savait Pas Pleurer 1937 - Le Grand Voyage du Pauvre Nègre - Un Jeune Homme Chantait - Tout Fout le Camp - Ne M'Écris Pas - Partance - Dans Un Bouge du Vieux Port - Mon Cœur Est au Coin d'une Rue 1938 - С'Est Lui Que Mon Cœur A Choisi - Paris-Méditerranée - La Java en Mineur - Browning - Le Chacal - Corrèqu'et Réguyer 1939 - Y'En A un de Trop - Elle Fréquentait la Rue Pigalle - Le Petit Monsieur Triste - Les Deux Copains - Je N'En Connais Pas la Fin 1940 - Embrasse-Moi - On Danse sur Ma Chanson - Sur une Colline - C'Est la Moindre des Choses - Escale - La Fille de Joie Est Triste (L'Accordéoniste) 1941 - Où Sont-Ils, Mes Petits Copains? - C'Était un Jour de Fête - C'Est un Monsieur Très Distingué - J'Ai Dansé avec l'Amour (from the film "Montmartre sur Scène") - L'Homme des Bars - Le Vagabond 1942 - Jimmy, C'Est Lui - Un Coin Tout Bleu (from the film "Montmartre sur Scène") - Sans Y Penser - Un Monsieur Me Suit dans la Rue 1943 - Tu Es Partout (from the film "Montmartre sur Scène") - J'Ai Qu'À l'Regarder... - Le Chasseur de l'Hôtel - C'Était une Histoire d'Amour - Le Brun et le Blond - Monsieur Saint-Pierre - Coup de Grisou - De l'Autre Côté de la Rue - La Demoiselle du Cinqième 1944 - Les Deux Rengaines - Y'A Pas d'Printemps - Les Histoires de Coeur - C'Est Toujours la Même Histoire 1945 - Le Disque Usé - Elle A... - Regarde-Moi Toujours Comme Ça - Les Gars Qui Marchaient - Il Riait - Monsieur Ernest A Réussi 1946 - La Vie en Rose - Les Trois Cloches (with Les Compagnons de la Chanson) - Dans Ma Rue - J'M'En Fous Pas Mal - C'Est Merveilleux - Adieu Mon Cœur - Le Chant du Pirate - Céline (with Les Compagnons de la Chanson) - Le Petit Homme - Le Roi A Fait Battre Tambour (with Les Compagnons de la Chanson) - Dans les Prisons de Nantes (with Les Compagnons de la Chanson) - Mariage - Un Refrain Courait dans la Rue - Miss Otis Regrets | 1947 - C'Est pour Ça (from the film "Neuf Garçons et un Coeur") - Qu'As-Tu Fait John? - Sophie (from the film "Neuf Garçons et un Coeur") - Le Geste - Si Tu Partais - Une Chanson à Trois Temps - Un Homme Comme les Autres - Les Cloches Sonnent - Johnny Fedora et Alice Blue Bonnet - Le Rideau Tombe Avant la Fin - Elle Avait Son Sourire 1948 - Monsieur Lenoble - Les Amants de Paris - Il A Chanté - Les Vieux Bateaux - Il Pleut - Cousu de Fil Blanc - Amour du mois de Mai - Monsieur X 1949 - Bal dans Ma Rue - Pour Moi Tout' Seule - Pleure Pas - Le Prisonnier de la Tour (Si le Roi Savait Ça Isabelle) - L'Orgue des Amoureux - Dany - Paris (from the film "L'Homme aux Mains d'Argile") - Hymne à l'amour 1950 - Hymne à l'Amour - Le Chevalier de Paris - Il Fait Bon T'Aimer - La P'Tite Marie - Tous les Amoureux Chantent - Il Y Avait - C'Est d'la Faute à Tes Yeux - C'Est un Gars - Hymn to Love - The Three Bells - Le Ciel Est Fermé - La Fête Continue - Simply a Waltz - La Vie en Rose (English version) 1951 - Padam... Padam... - Avant l'Heure - L'Homme Que J'aimerai - Du Matin Jusqu'au soir - Demain (Il Fera Jour) - C'Est Toi (with Eddie Constantine) - Rien de Rien - Si, Si, Si, Si (with Eddie Constantine) - À l'Enseigne de la Fille sans Cœur - Télégramme - Une Enfant - Plus Bleu Que Tes Yeux - Le Noël de la Rue - La Valse de l'Amour - La Rue aux Chansons - Jezebel - Chante-Moi (avec M.Jiteau) - Chanson de Catherine - Chanson Bleue - Je Hais les Dimanches 1952 - Au Bal de la Chance - Elle A Dit - Notre-Dame de Paris - Mon Ami M'A Donné - Je T'Ai dans la Peau (from the film "Boum sur Paris") - Monsieur et Madame - Ça Gueule Ça, Madame (with Jacques Pills) (from the film "Boum sur Paris") 1953 - Bravo pour le Clown - Sœur Anne - N'Y Va Pas Manuel - Les Amants de Venise - L'Effet Qu'Tu M'Fais - Johnny, Tu N'Es Pas un Ange - Jean et Martine - Et Moi... - Pour Qu'Elle Soit Jolie Ma Chanson (avec Jacques Pills) (du film "Boum sur Paris") - Les Croix - Le Bel Indifférent - Heureuse 1954 - La Goualante du Pauvre Jean - Enfin le Printemps - Retour - Mea Culpa - Le "Ça Ira" (du film "Si Versailles M'Etait Conté...") - Avec Ce Soleil - L'Homme au Piano - Sérénade du Pavé (du film "French Cancan") - Sous Le Ciel de Paris 1955 - L'Accordéoniste - Un Grand Amour Qui S'Achève - Miséricorde - C'Est à Hambourg - Légende - Le Chemin des Forains | 1956 - Heaven Have Mercy - One Little Man - Autumn Leaves - 'Cause I Love You - Chante-Moi (anglais) - Don't Cry - I Shouldn't Care - My Lost Melody - Avant Nous - Et Pourtant - Marie la Française - Les Amants d'un Jour - L'Homme à la Moto - Soudain Une Vallée - Une Dame - Toi Qui Sais 1957 - La Foule - Les Prisons du Roy - Opinion Publique - Salle d'Attente - Les Grognards - Comme Moi 1958 - C'Est un Homme Terrible - Je Me Souviens d'une Chanson - Je Sais Comment - Tatave - Les Orgues de Barbarie - Eden Blues - Le Gitan et la Fille - Fais Comme Si - Le Ballet des Cœurs - Les Amants de Demain - Les Neiges de Finlande - Tant Qu'Il Y Aura des Jours - Un Étranger - Mon Manège à Moi 1959 - Milord text de Georges Moustaki, musica de Marguerite Monnot - T'Es Beau, Tu Sais 1960 - Non, Je Ne Regrette Rien text de Michel Vaucaire, musica de Charles Dumont - La Vie, l'Amour - Rue de Siam - Jean l'Espagnol - La Belle Histoire d'Amour - La Ville Inconnue - Non, La Vie N'Est Pas Triste - Kiosque à Journaux - Le Métro de Paris - Cri du Cœur - Les Blouses Blanches - Les Flons-Flons du Bal - Les Mots d'Amour - T'Es l'Homme Qu'Il Me Faut - Mon Dieu - Boulevard du Crime - C'Est l'Amour - Des Histories - Ouragan - Je Suis à Toi - Les Amants Merveilleux - Je M'Imagine - Jérusalem - Le Vieux Piano 1961 - C'Est Peut-Être Ça - Les Bleuets d'Azur - Quand Tu Dors - Mon Vieux Lucien - Le Dénicheur - J'N'Attends Plus Rien - J'En Ai Passé des Nuits - Exodus - Faut Pas Qu'Il Se Figure - Les Amants (avec Charles Dumont) - No Regrets - Le Billard Électrique - Marie-Trottoir - Qu'Il Était Triste Cet Anglais - Toujours Aimer - Mon Dieu (anglais) - Le Bruit des Villes - Dans Leur Baiser 1962 - À Quoi Ça Sert L'Amour? - Le Droit d'Aimer - À Quoi Ça Sert L'Amour? (avec Théo Sarapo) - Fallait-Il - Une Valse - Inconnu Excepté de Dieu (avec Charles Dumont) - Quatorze Juillet - Les Amants de Teruel (avec Mikis Theodorakis/Jacques Plante) - Roulez Tambours - Musique à Tout Va - Le Rendez-Vous - Toi, Tu l'Entends Pas! - Carmen's Story - On Cherche un Auguste - Ça Fait Drôle - Emporte-Moi - Polichinelle - Le Petit Brouillard (Un Petit Brouillard) - Le Diable de la Bastille - Elle Chantait (avec Théo Sarapo) 1963 - C'Était Pas Moi - Le Chant d'Amour - Tiens, V'là un Marin - J'En Ai Tant Vu - Traqué - Les Gens - Margot Cœur Gros - Monsieur Incognito - Un Dimanche à Londres - L'Homme de Berlin (ultima inregistrare) |